# La Faye
La Faye ist eine französische Gemeinde mit 595 Einwohnern (Stand: 1. Januar 2022) im Département Charente in der Region Nouvelle-Aquitaine (vor 2016 Poitou-Charentes); sie gehört zum Arrondissement Confolens und zum Kanton Charente-Nord. Die Einwohner werden Fagussiens genannt.

## Geographie
La Faye liegt etwa 40 Kilometer nördlich von Angoulême und wird umgeben von den Nachbargemeinden La Chèvrerie im Nordwesten und Norden, Bernac im Norden, Ruffec im Osten, Courcôme im Südosten und Süden, Raix im Südwesten sowie Villefagnan im Westen.

## Bevölkerungsentwicklung
| Jahr                       | 1962 | 1968 | 1975 | 1982 | 1990 | 1999 | 2006 | 2019 |
| Einwohner                  | 582  | 490  | 547  | 519  | 539  | 568  | 596  | 572  |
| Quellen: Cassini und INSEE |      |      |      |      |      |      |      |      |

## Sehenswürdigkeiten

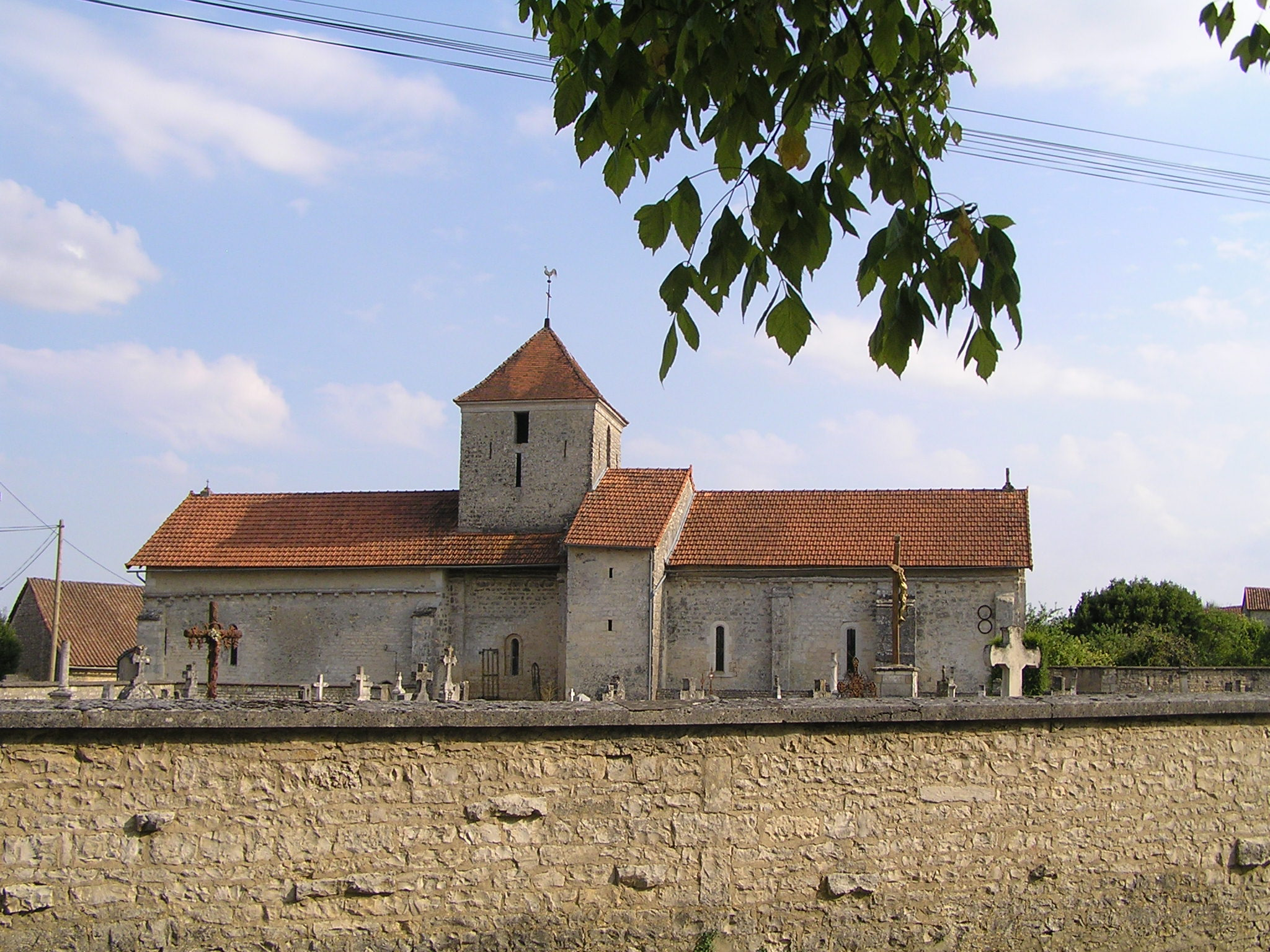
Kirche Saint-Vincent

- Kirche Saint-Vincent
- modernes Schloss
- Domäne Les Plans
- altes Herrenhaus